# William Styron
William Clark Styron Jr., dit William Styron, né le 11 juin 1925 à Newport News et mort le 1er novembre 2006 sur l'île de Martha's Vineyard, est un écrivain et essayiste américain dont l’œuvre a connu un immense succès populaire et critique. Sa célébrité vient principalement de ses romans, dont les plus connus sont Un lit de ténèbres (en) (1951), Les Confessions de Nat Turner (1967), Le Choix de Sophie (1979). L’influence de William Styron s’accroît avec la publication en 1990 de Face aux ténèbres, récit autobiographique d'une profonde dépression dont il parla comme d'un « désespoir au-delà du désespoir ».

## Les premières années
William Styron est né dans le Hilton Village, le quartier historique de la ville de Newport News, en Virginie. Il grandit dans le sud des États-Unis et fut bercé par son histoire. Son lieu de naissance est situé à moins de 200 kilomètres de l'endroit où se déroula la révolte des esclaves menée par Nat Turner, qui fut le sujet de son roman à la fois le plus célèbre et le plus controversé. Les grands-parents paternels de Styron étaient des propriétaires d'esclaves, mais sa mère, une Yankee venue du Nord, et son père, progressiste, lui transmirent des idées très larges sur les relations raciales aux États-Unis. 
L'enfance de Styron fut difficile : son père, ingénieur en construction navale, était atteint d'une dépression, un mal dont Styron devait lui-même souffrir plusieurs décennies plus tard. Sa mère mourut d'un cancer du sein en 1939, alors que Styron n'était encore qu'un enfant, après une décennie de lutte contre la maladie. 
Styron étudia à l'école publique jusqu'au niveau CE2, puis son père l'envoya à la Christchurch School (L'école de l'Église du Christ), une école chrétienne d'obédience épiscopalienne, située dans la région de Tidewater, en Virginie. Styron déclara un jour que : « De toutes les écoles auxquelles je suis allé... seule Christchurch m'a jamais inspiré plus que du respect - je veux dire par là, une sincère et durable affection ». 
Styron fut ensuite admis à l'Université de Davidson et rejoignit la fraternité étudiante Phi Delta Theta. Il interrompit ses études pour s'engager dans les Marines à la fin de la Seconde Guerre mondiale. Il fut fait lieutenant, mais les Japonais se rendirent avant que son bateau n'ait eu le temps de quitter San Francisco. Styron intégra l'Université de Duke, où il décrocha une maîtrise d'Anglais. C'est à Duke qu'il publia sa première œuvre de fiction, une nouvelle largement influencée par l'écrivain américain William Faulkner, dans un recueil de travaux d'étudiants.

## Premier roman
Après avoir obtenu son diplôme, en 1947, Styron fut embauché comme éditeur chez McGraw-Hill, à New York. 
Styron raconta plus tard la misère de ce travail, dans un passage autobiographique de son roman Le Choix de Sophie. 
Après avoir poussé ses employeurs à le licencier, il se lança corps et âme dans l'écriture de son premier roman. Trois ans plus tard parut Un lit de ténèbres (en) (Lie Down in Darkness, 1951). Cette histoire d'une famille de Virginie en crise reçut un immense succès critique et fut récompensée par le prestigieux prix de Rome américain (Rome Prize), décerné par l'Académie américaine de Rome et l'Académie américaine des arts et des lettres. Son rappel sous les drapeaux, dû à la Guerre de Corée, l'empêcha de recevoir son prix. Réformé en 1952 pour des problèmes aux yeux, Styron fit de son séjour à la base militaire de Camp Lejeune, en Caroline du Nord, le sujet d'une nouvelle, La Marche de nuit (The Long March), publiée en 1953, et qui fut adaptée à la télévision pour la série Playhouse 90, diffusée sur la chaîne CBS en 1958. 
Styron se rendit en Europe, les prémices d'un long séjour. À Paris, il se lia d'amitié avec les écrivains Romain Gary, George Plimpton, Peter Matthiessen, James Baldwin, James Jones et Irwin Shaw. Le groupe fonda la célèbre revue littéraire Paris Review, en 1953. 
La même année, un autre événement décisif intervint dans la vie de Styron. Il se rendit en Italie, pour recevoir son Prix de Rome, et à l'Académie américaine, il retrouva une jeune poétesse de Baltimore, Rose Burgunder, à qui il avait été présenté à l'automne précédent, à l'Université Johns-Hopkins. Ils se marièrent à Rome, au printemps 1953. L'expérience italienne de Styron lui inspira La proie des flammes (en) (Set This House on Fire, 1960), un roman dépeignant les mœurs des artistes et des intellectuels américains expatriés sur la riviera italienne. Cette œuvre reçut un accueil, au mieux, mitigé aux États-Unis, même si son éditeur prétendit qu'elle avait été un succès commercial. La traduction française, cependant, fut un best seller, dépassant de très loin les ventes de l'édition originale.

## La controverse autour des Confessions de Nat Turner
Au-dessus de la porte de son bureau, Styron avait affiché cette citation de Gustave Flaubert :

« Soyez régulier et ordonné dans votre vie comme un bourgeois, ainsi vous pourrez être emporté et original dans votre œuvre. »

Ces mots de Flaubert furent prophétiques pour Styron au cours des années suivantes. Les deux romans publiés par Styron entre 1967 et 1979 provoquèrent la controverse, par leur originalité et par l'audace de leurs thèmes. Blessé par l'accueil très rude qu'avait réservé la critique à La proie des flammes, Styron passa plusieurs années à documenter et à écrire son nouveau roman, les mémoires imaginaires d'un personnage historique, Nat Turner. 
Au cours de cette période, l'écrivain noir américain James Baldwin fut son hôte pendant plusieurs mois. Il écrivait à cette époque son roman Un Autre pays, qu'il publia avant Les Confessions de Nat Turner. Dans ces années où culminait le Black Power, et où on célébrait la culture noire, certains intellectuels afro-américains critiquèrent Un Autre pays, parce que James Baldwin avait choisi de mettre en scène un héros blanc. Baldwin voyait des problèmes encore plus grands pour Styron dans son travail sur Nat Turner. « Bill va être attaqué des deux côtés à la fois », déclara Baldwin à un journaliste immédiatement après la publication des Confessions de Nat Turner, en 1967. Baldwin avait raison. En dépit des soutiens publics de Baldwin et d'un autre célèbre écrivain noir américain, Ralph Ellison, de nombreux critiques afro-américains virent dans le portrait de Turner par Styron un stéréotype raciste. 
Le passage le plus controversé est celui où Nat Turner fantasme sur le viol d'une femme blanche. De nombreux critiques dénoncèrent une perpétuation dangereuse de l'accusation traditionnellement utilisée contre les Noirs dans le sud des États-Unis, pour justifier les lynchages. 
En dépit de la controverse, Les Confessions de Nat Turner devinrent un immense succès critique et commercial, remportant le Prix Pulitzer (dans la catégorie Fiction) en 1968, ainsi que la Médaille Dean Howells décernée par l'Académie américaine des arts et des lettres.

## Dernières œuvres
Même si le nouveau roman de Styron, Le Choix de Sophie (Sophie's choice), publié en 1979, pouvait difficilement égaler la ferveur suscitée par Les Confessions de Nat Turner, ce portrait d'une victime non juive de l’holocauste ne manqua pas de susciter des controverses. 
Le Choix de Sophie raconte l’histoire de Sophie, une catholique polonaise qui a survécu à Auschwitz, de Nathan, son amant juif, brillant, imprévisible et menaçant, et de Stingo, un écrivain du sud des États-Unis, amoureux de Sophie, émigré dans le Brooklyn de l’après Seconde Guerre mondiale. Ce roman a remporté le National Book Award en 1980 et fut un best-seller. En 1982, son adaptation cinématographique reçut cinq nominations aux Oscars et Meryl Streep obtint l’Oscar de la meilleure actrice. 
Les rôles de Nathan et de Stingo étaient joués, respectivement, par Kevin Kline et Peter MacNicol.
En 1985, William Styron fut récompensé par le prix mondial Cino-Del-Duca. Il souffrait déjà à cette époque d’une profonde dépression, qu’il raconta des années plus tard dans un récit autobiographique à succès, Face aux ténèbres (Darkness Visible, 1990).
Sa nouvelle Shadrach fit également l’objet d'une adaptation cinématographique éponyme, en 1998, co-réalisée par sa fille, Susanna Styron. Ses deux autres filles sont des artistes : Paola Styron est une danseuse moderne de réputation internationale ; Alexandra Styron est écrivain, auteure de All the Finest Girls (2001). Son fils, Thomas, est professeur de psychologie clinique à l'université Yale. 
Les autres œuvres de Styron comprennent la pièce de théâtre In the Clap Shack (1973) et des essais, réunis sous le titre This Quiet Dust (1982).
Styron mourut d’une pneumonie, le 1er novembre 2006, à l'âge de 81 ans, sur l'île de Martha's Vineyard (Massachusetts), où il repose, au cimetière de West Chop.

## Œuvres

### Romans
- Un lit de ténèbres (Lie Down in Darkness, 1951) récompensé du prix de Rome par l'Académie américaine des arts et sciences
- La Proie des flammes (en) (Set This House On Fire, 1960)
- Les Confessions de Nat Turner (The Confessions of Nat Turner, 1967)
- Le Choix de Sophie (Sophie’s Choice, 1979)

### Nouvelles
- La Marche de nuit (The Long March, 1963)
- Un matin de Virginie: Trois histoires de jeunesse (A Tidewater Morning: Three Tales from Youth, 1993)
- À tombeau ouvert. Cinq histoires du corps des Marines (The Suicide Run: Five Tales of the Marine Corps (2009)

### Théâtre
- Quartier des Vénériens (In the Clap Shack, 1973)

### Textes autobiographiques
- Face aux ténèbres (Darkness Visible, 1990)
- Des havanes à la Maison Blanche (Havanas in Camelot, 2008)

### Essais
- Cette paisible poussière et autres écrits (This Quiet Dust, 1982)

## Études critiques
Christine Chaufour-Verheyen, William Styron. Le 7e jour, Le Rocher « Les infréquentables », 2007